# Võ Quyết Chiến
Võ Quyết Chiến (sinh 1959) là một chính khách và tướng lĩnh Quân đội nhân dân Việt Nam. Ông từng giữ chức Bí thư Đảng ủy, Chính ủy Binh đoàn 16Bộ Quốc phòng, hàm Thiếu tướng. 
Ông cũng là đại biểu Quốc hội Việt Nam khóa XII, thuộc đoàn đại biểu Bình Phước..

## Thân thế và sự nghiệp
Ông sinh ngày 5 tháng 4 năm 1959 tại xã Bình Mỹ, huyện Tân Uyên, Bình Dương
- Tỉnh ủy viên; Đại tá, Phó Chính ủy Binh đoàn 16, Bộ Quốc phòng; Uỷ viên Uỷ ban Quốc phòng và An ninh của Quốc hội; ĐẠI BIỂU QUỐC HỘI KHÓA XII
- Bí thư Đảng ủy, Chính ủy Binh đoàn 16
- Phó chủ nhiệm Chính trị Quân khu 7